# 中国人民解放军陆军合成第六十二旅
合成第六十二旅（英語：62nd Combined Arms Brigade），又称“拂晓雄关旅”，是中国人民解放军陆军第七十六集团军下辖的一个重型合成旅，驻地甘肃省嘉峪关市。

## 概述
该旅由装甲第十二师拆分一部组成，2017年改为重型合成旅，为现有编制。

## 沿革[2]
参考资料：
| 部隊番號             | 使用時期             |
| -------------------- | -------------------- |
| 机械化步兵第六十二旅 | 2011年12月-2017年4月 |
| 合成第六十二旅       | 2017年4月至今        |